# Cereus bicolor
Cereus bicolor ist eine Pflanzenart in der Gattung Cereus aus der Familie der Kakteengewächse (Cactaceae). Das Artepitheton bicolor stammt aus dem Lateinischen, bedeutet ‚zweifarbig‘  und verweist auf die Bedornung der Art.

## Beschreibung
Cereus bicolor wächst strauchig, ist von der Basis her verzweigt und erreicht Wuchshöhen von 2 bis 3 Meter. Die zylindrischen, blaugrünen Triebe sind in bis zu 90 Zentimeter lange Segmente gegliedert, die Durchmesser von 6 bis 9 Zentimeter aufweisen. Es sind sieben bis acht deutliche, gerade, stumpfe Rippen mit einer Höhe von bis zu 2 Zentimetern vorhanden. Die darauf befindlichen Areolen sind mit weißlicher Wolle besetzt und stehen 1 bis 1,5 Zentimeter voneinander entfernt. Die daraus entspringenden stechende, zweifarbigen Dornen besitzen eine schwarze Basis und eine hellere Spitze. Die drei bis fünf Mitteldornen sind 1,2 bis 4,5 Zentimeter lang. Einer von ihnen ist länger als die restlichen. Die sechs bis acht Randdornen weisen eine Länge von 4 bis 15 Millimeter auf.
Die weißen, sich weit öffnenden Blüten sind 18 bis 19 Zentimeter lang. Die ovalen Früchte sind gelb bis rot.

## Verbreitung, Systematik und Gefährdung
Cereus bicolor ist in den brasilianischen Bundesstaaten Mato Grosso, Mato Grosso do Sul und Goiás meist auf Sandstein, seltener auf Kalkfelsen verbreitet.
Die Erstbeschreibung wurde 1985 von Carlos Toledo Rizzini und Armando de Mattos veröffentlicht.
In der Roten Liste gefährdeter Arten der IUCN wird die Art als „Least Concern (LC)“, d. h. als nicht gefährdet geführt.

## Nachweise